# Kallirrhoë (Tochter des Acheloos)
Kallirrhoë (altgriechisch Καλλιῤῥόη Kallirrhóē, deutsch ‚die Schönfließende‘) oder Kallirhoë ist eine Najade der griechischen Mythologie. 
Kallirrhoë ist die Tochter des Flussgottes Acheloos und die zweite Frau des Alkmaion. Dieser  wurde von Brüdern seiner ersten Frau Arsinoë ermordet, weil er Kallirrhoë auf deren Wunsch das Halsband und Gewand der Harmonia geschenkt hatte. Kallirrhoë bat Zeus, ihre beiden Söhne von Alkmaion, Amphoteros und Akarnan, rasch zu Männern heranwachsen zu lassen, damit sie den Tod ihres Vaters rächen könnten. Zeus gewährte die Bitte, und Kallirrhoës auf wundersame Weise schnell erwachsen gewordene Söhne töteten die Mörder des Alkmaion und deren Vater Phegeus von Psophis.